# Berejînka, Novhorodka
Berejînka (în ucraineană Бережинка) este un sat în comuna Novoandriivka din raionul Novhorodka, regiunea Kirovohrad, Ucraina.

## Demografie
Componența lingvistică a localității Berejînka
     Ucraineană (92%)
     Rusă (6,4%)
     Belarusă (1,6%)
Conform recensământului din 2001, majoritatea populației localității Berejînka era vorbitoare de ucraineană (92%), existând în minoritate și vorbitori de rusă (6,4%) și belarusă (1,6%).